# Reggio Calabria Challenger 1992
Il Reggio Calabria Challenger 1992 è stato un torneo di tennis facente parte della categoria ATP Challenger Series nell'ambito dell'ATP Challenger Series 1992. Il torneo si è giocato a Reggio Calabria in Italia dal 5 all'11 ottobre 1992 su campi in terra rossa.

## Vincitori

### Singolare
Roberto Azar ha battuto in finale  Alberto Berasategui con il punteggio di 6–4, 6–2

### Doppio
Brent Haygarth /  Tomáš Anzari hanno battuto in finale  João Cunha e Silva /  Dmitrij Poljakov con il punteggio di 6–4, 7–6